# Ngọc Lĩnh
Ngọc Lĩnh là một xã thuộc thị xã Nghi Sơn, tỉnh Thanh Hóa, Việt Nam.

## Địa lý
Xã Ngọc Lĩnh nằm ở phía bắc thị xã Nghi Sơn, có vị trí địa lý:
- Phía đông giáp phường Hải An và phường Hải Ninh
- Phía tây giáp xã Anh Sơn
- Phía nam giáp phường Tân Dân và xã Các Sơn
- Phía bắc giáp xã Thanh Sơn.

Xã Ngọc Lĩnh có diện tích 8,57 km², dân số năm 1999 là 5.952 người, mật độ dân số đạt 695 người/km².

## Lịch sử
Trước đây, Ngọc Lĩnh là một xã thuộc huyện Tĩnh Gia.
Ngày 22 tháng 4 năm 2020, Ủy ban Thường vụ Quốc hội ban hành Nghị quyết số 933/NQ-UBTVQH14 thành lập thị xã Nghi Sơn trên cơ sở toàn bộ diện tích và dân số của huyện Tĩnh Gia. Xã Ngọc Lĩnh thuộc thị xã Nghi Sơn như hiện nay.